# Бушвелдский комплекс

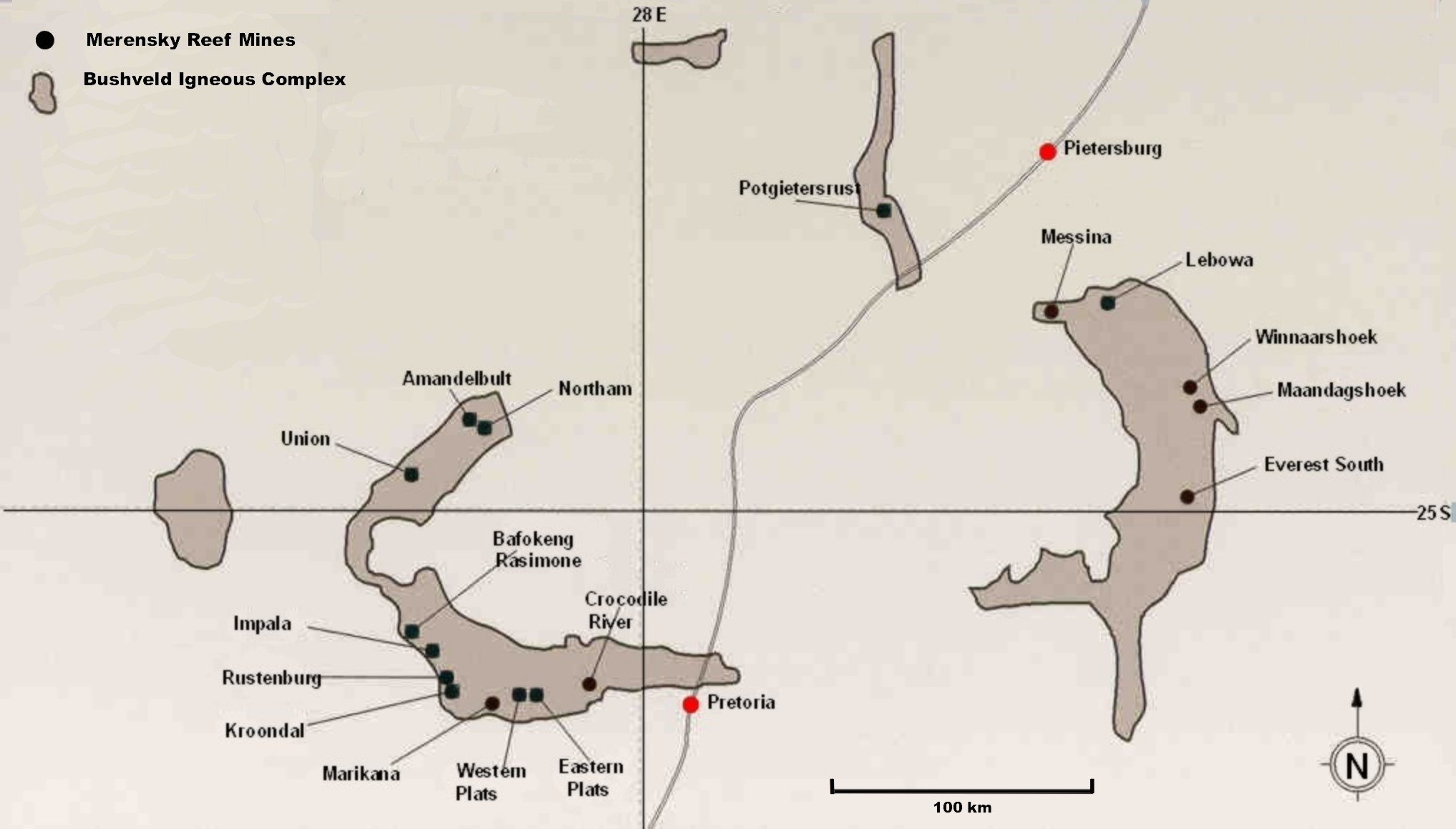
Бушвелдский комплекс

Бушве́лдский ко́мплекс (африк. Bosveldstollingskompleks) — месторождения платины и хромита, расположенное в бывшей провинции Трансвааль (ЮАР), на территории округов Рюстенбург, Могалаквена (Потгитерсрюст), Ватерберх и Лейденбург.

## Общие сведения
Месторождение было открыто голландским геологом Густафом Моленграфом (африк. Gustaaf Molengraaff) в 1897 году. Бушвелдский комплекс занимает центральную область Трансвааля и делится на восточную, западную и небольшую северную части. Все три секции системы были сформированы примерно в одно и то же время — около 2 миллиардов лет назад и подобны по своему строению.
Географический центр месторождения расположен к северу от Претории с координатами около 25°S ; 29°Е, охватывая более 66 тысяч квадратных километров, то есть, площадь размером с Ирландию.
Комплекс содержит приблизительно 90 % известных мировых запасов металлов платиновой группы, а именно: платины, палладия, осмия, иридия, родия, рутения. Кроме того, месторождение содержит значительные объёмы железа, олова, хрома, титана и ванадия. Содержание платиноидов в разрабатываемых рудах обычно 7—9 мг/кг (7—9 г/т), реже более 15 мг/кг (15 г/т).
Руды добываются преимущественно подземным способом. Месторождения группы платиновых металлов разрабатываются с 1919 года. Ежегодное производство достигает порядка 80 % мировой платины и 20 % мирового палладия.